# Roeboides biserialis
Roeboides biserialis är en fiskart som först beskrevs av Garman, 1890.  Roeboides biserialis ingår i släktet Roeboides och familjen Characidae. Inga underarter finns listade i Catalogue of Life.